# 林正斌
林正斌（1957年7月6日—2020年2月10日），出生於湖北武漢，华中科技大学同济医学院附属同济医院器官移植研究所副主任医师、武汉医学会器官移植分会副主任委员。

## 生平
林正斌1978年考入武汉医学院，1983年7月获得临床医学学士学位，毕业后在同济医院器官移植研究所從事器官移植工作及临床肾移植研究，曾赴日本金泽医科大学学习，于2017年7月退休并返聘。
2020年1月24日林正斌因中低烧、咳嗽在家隔離治療。1月27日入院治疗，確診為2019年冠狀病毒病，治療期間林又併發急性暴發性心肌炎。最終林於2月10日11时18分去世，其家人也感染新型冠状病毒肺炎。